# ناو ریو گراند دو سول
ناو ریو گراند دو سول (به انگلیسی: Brazilian cruiser Rio Grande do Sul) یک کشتی بود که طول آن ۱۲۲٫۳۸ متر (۴۰۱٫۵ فوت) بود. این کشتی در سال ۱۹۰۹ ساخته شد.